# Леополд Йозеф фон Ламберг
Леополд Йозеф фон Ламберг (на немски: Leopold Joseph Reichsgraf von Lamberg-Sprinzenstein; * 13 май 1654; † 28 юни 1706, Виена) е фрайхер от род Ламберг от Каринтия и Крайна, господар на Ортенек в Крайна и Отенщайн във Валдфиртел в Долна Австрия и (от 1667 г.) имперски граф на Ламберг-Щринценщайн в Горна Австрия, дипломат и императорски таен съветник.

## Живот
Той е големият син на фрайхер Йохан Франц фон Ламберг (1618 – 1666) и съпругата му Мария Констанция фон Квестенберг (1624 – 1687), дъщеря на императорския дипломат и държавник Герхард фон Квестенберг (1586 – 1646) и фрайин Фелицитат (Мария) Унтерхолцер фон Кранихберг.
След смъртта на баща му Леополд Йозеф се връща от пътуването си в чужбина и започва държавна служба. Той е издигнат на имперски граф на 10 ноември 1667 г. във Виена заедно с братята му Йозеф Карл Адам фон Ламберг (1655 – 1689, в битка) и Франц Зигмунд фон Ламберг (1663 – 1713) и братята на баща му.
Император Леополд I изпраща Леополд Йозеф през 1690 г. като императорски принципал-пратеник в имперското събрание в Регенсбург. През 1699 г. той става императорски посланик в Рим. В папския двор той защитава умело интересите на двама императора Леополд I и Йозеф I.
Неговият тъст граф Фердинанд Макс фон Щринценщайн (1625 – 1679) определя в тестамент от 21 януари 1671 г., че трябва да е наследен от най-големия му внук, който да прибави към името си и „Щринценщайн“.

## Фамилия
Леополд Йозеф фон Ламберг се жени на 23 януари 1679 г. за графиня Катарина Елеонора фон Щринценщайн-Нойхауз (* 1660; † 28 ноември 1704), дъщеря на граф Фердинанд Максимилиан фон Шпринценщайн (1625 – 1679) и (Мария) Елеонора Куртц (1637 – 1687), дъщеря на имперския вице-канцлер имперски граф Фердинанд Зигизмунд Куртц фон Зенфтенау (1592 – 1659). Те имат три деца, пораства един син:
- Мария Елеонора († умира млада)
- Фердинанд Йозеф († умира млад)
- Карл Йозеф Франц Ксавер Антон (* 19 април 1686; † 13 април 1743), граф на Ламберг-Щринценщайн, женен на 12 април 1706 г. във Виена за графиня Мария Франциска Катарина фон Валдбург-Цайл (* 14 март 1683; † 13 февруари 1737); имат седем деца. Той наследява според тестамент дядо си Фердинанд Макс фон Щринценщайн.